# Отоневрология
Отоневрология — это направление оториноларингологии рассматривающее заболевания, обусловленные нарушением нервного аппарата внутреннего уха и прилегающих к нему анатомических образований, а также занимается заболеваниями нервного аппарата уха, горла, носа.

## История
Зарождение отоневрологии как отдельного направления связаны с работами Дж. Эвальда и И. Ф. Циона. В 1914 Роберту Барани была присуждена Нобелевская премия по физиологии и медицине за разработку калорического теста, вращательной пробы и вращающегося кресла для проведения этой процедуры. Труды Маха, Броера и Брауна заложили основы гидродинамической теории полукружных каналов.
Известный русский оториноларинголог Станислав Федорович Штейн первым обратил внимание на значимость синдрома головокружения. Кроме того он разработал ряд методов изучения вестибулярного анализатора.